# Белохолуницкое городское поселение
Белохолуни́цкое городское поселение — муниципальное образование (городское поселение) в составе Белохолуницкого района Кировской области. Административный центр — город Белая Холуница.
Распоряжением Правительства РФ от 29 июля 2014 года № 1398-р «Об утверждении перечня моногородов» муниципальное образование включено в категорию «Монопрофильные муниципальные образования Российской Федерации (моногорода) с наиболее сложным социально-экономическим положением».

## История
Белохолуницкое городское поселение образовано 1 января 2006 года согласно Закону Кировской области от 07.12.2004 № 284-ЗО.

## Население
| 2009    | 2010    | 2011    | 2012    | 2013    | 2014    | 2015    |
| ------- | ------- | ------- | ------- | ------- | ------- | ------- |
| 11 408  | ↗12 308 | ↘11 201 | ↗12 115 | ↘11 882 | ↘11 751 | ↘11 679 |
| 2016    | 2017    | 2018    | 2019    | 2020    | 2021    |         |
| ↘11 614 | ↘11 526 | ↘11 386 | ↘11 229 | ↘11 046 | ↘10 582 |         |

## Состав
В состав городского поселения входят 10 населённых пунктов (население, 2010):
- город Белая Холуница — 11 232 чел.;
- деревня Великое Поле — 454 чел.;
- деревня Кинчино — 3 чел.;
- деревня Корюшкино — 4 чел.;
- деревня Никоны — 0 чел.;
- деревня Пасегово — 124 чел.;
- деревня Повышево — 0 чел.;
- деревня Травное — 0 чел.;
- деревня Федосята — 481 чел.;
- деревня Шитово — 10 чел.